# Atletismo nos Jogos Pan-Americanos de 1975 - 1500 m masculino
A prova dos 1500 m masculino nos Jogos Pan-Americanos de 1975 foi realizada na Cidade do México, México.

## Medalhistas
| Ouro                            | Prata                      | Bronze               |
| Tony Waldrop USA Estados Unidos | Carlos Martínez MEX México | Luis Medina CUB Cuba |

## Resultados
| Posição           | Nome            | Nacionalidade            | Tempo   | Notas |
| ----------------- | --------------- | ------------------------ | ------- | ----- |
| Medalha de ouro   | Tony Waldrop    | USA Estados Unidos       | 3:45.09 |       |
| Medalha de prata  | Carlos Martínez | MEX México               | 3:45.98 |       |
| Medalha de bronze | Luis Medina     | CUB Cuba                 | 3:49.84 |       |
| 4                 | Modesto Comprés | DOM República Dominicana | 3:52.14 |       |
| 5                 | Javier Chávez   | MEX México               | 3:52.35 |       |
| 6                 | José Cobo       | CUB Cuba                 | 3:52.37 |       |
| 7                 | Carlos Báez     | PUR Porto Rico           | 3:54.81 |       |
| 8                 | Kenneth Elmer   | CAN Canadá               | 3:55.00 |       |